# Turanogonia kalimpongensis
Turanogonia kalimpongensis är en tvåvingeart som beskrevs av Das 1993. Turanogonia kalimpongensis ingår i släktet Turanogonia och familjen parasitflugor. Inga underarter finns listade i Catalogue of Life.